# Somogy vármegye történelme
Somogy vármegye Magyarország Dél-dunántúli térségének közepén helyezkedik el. Ez a Drávától a Balatonig, illetve a Kanizsai berkektől a Tolnai-dombságig terjedő terület, melyet még a honfoglalás utáni első századokban is hatalmas bükk- és tölgy erdőségek borítottak, természetes határai következtében mindenkor zárt vidék volt.

## Földrajza
Az Észak felé a Balaton, Délen a Dráva folyó által határolt változatos tájnak az alapját a 200–300 méter mélységig leülepedett és kiszáradt tengerfenék teremtette meg. Somogyot és a környező vármegyéket valamikor, mint a Kárpát-medence jelentős részét, a pontuszi, vagy pannón tenger borította. Majd körülbelül ötmillió évvel ezelőtt a tenger kiszáradt és vulkanikus kitörések és földmozgások változtatták meg a vidék arculatát. Somogy vármegye területére két ilyen kitörés jutott, a boglári és fonyódi. A Boglár és Fonyód környéki dombokat, hegyeket ezeknek köszönhetjük. A kitörések idejében nagy szárazság volt az egész vidéken. Biztos adataink vannak arra nézve, hogy ez az úgynevezektt levantei kor éghajlata sivatagszerű lehetett és a szárazságot kísérő nagy szelek, szélviharok következtében az észak-déli irányú törésvonalak mentén létrejöttek a somogyi és zalai völgyek, amiket tehát nem folyók, hanem a szél alakított ki.
A sivatagkorszak után jött a pleisztocén, vagy diluviális félsivatag időszaka, megbővült a csapadék és a jégkorszak végével, amikor a folyók is megindultak a somogyi táj mai alakot öltött. A "mesterek", mint a víz és a szél, a pannon tengerfenékből és a jégkorszaki löszből kiformálták a változatos hajlású somogyi dombvidéket.
A vizek három fő irányban folytak le, Északon a Balatonba szivárogtak a hosszú észak-déli irányú árkok vizei, Délen a Dráva gyüjtötte őket össze, Keleten pedig a Sió-Sárvíz folyása vette fel a Koppány és a Kapos vizét. A Balaton, mint a térség jelentős földrajzi képződménye kb. 15 000 évvel ezelőtt keletkezett, majd kb. 10 000 éve, a feltételezett „özönvizet" okozó olvadás időszakában újabb tavak keletkeztek a már meglévő tó körül, ezek fokozatosan összekapcsolódtak egymással és mintegy 5000 évvel ezelőttre a tó „Somogyország”, ahogy később nevezték az itt lakók, nagy részét kitöltötte.
A Balaton-tó neve, amelyet a római írók Peiso, Pelso, később a germán források Pelissa néven említenek, a szláv blato- (mocsár, posvány) szóból származik és még az avar uralom idejéből, a tó körül lakó szlávoktól ered, akiktől a magyarok is átvették.
A Balaton még a 19. században is egészen Somogyvárig vizes, mocsaras lápvidéket alkotott és még a kaposfüredi uradalomhoz is tartoztak olyan berki rétek, ahol a valamikori lápvilágban honos csigákat találtak.
A tó mai vízgyűjtő területe 5180 km², fő táplálója a Zala folyó, de számos kisebb patak is folyik bele. Vízszintje nyaranta a párolgás miatt csökken, ősszel és télen a csapadék miatt pedig emelkedik. Elvezető vízfolyása is van, a Sió csatorna, amely délkeleti irányban haladva a Kapossal és Sárvízzel egyesülten ömlik Szekszárd táján a Dunába és vezeti el a tó vizét.

## Története

### Azőskortólarómai korig
Az őstörténeti korban ezen a tájon, a füves pusztákon a mamut dús legelőkre, a rinocérosz pedig sűrű mocsarakra találhatott. Aztán megjelent a neolit kor ősembere, aki a Duna mentén haladt nyugatnak, de kisebb csoportokba oszolva, letért az erdővel borított magaslatokra, olyan kőzetek után kutatva, amelyek tűzön szilánkolhatók voltak, vagy finom szemcsés keménységük következtében élésre csiszolható kőeszközöket adtak.
A már ismert és feltárt kőkori telepek nyomán megállapítható, hogy a Baranya megyei Mecsek hegy elágazásain, majd Tolna megyén áthatolva, a Kapos és Koppány vagy Füzér folyók völgyein jutottak a somogyi térségbe. A Kapos vízmedre körül a népesség gyors növekedése terjeszkedésre kényszerítették Somogy őslakóit. Így jutottak el a Dráva mellék kevésbé ingoványos területeire és a Rinya- és a Dombó-csatorna medrén felfelé terjeszkedve pedig Somogynak Zalával határos részeibe.
A felszínre került őskori leletekből megállapítható, hogy kivéve a nagy kiterjedésű ingoványos területeket, Somogy megye területe minden irányban őstelepektől behálózott térség volt. A telepeknek a középpontja a Szalacskai magaslat volt. Az ősember legszívesebben  a természet alkotta sziklabarlangokban vert tanyát, de mivel ilyeneket Somogy megye területén nem talált, a magaslatokon barlangszerűen bevájt üregekben tanyázott és azok nyílását állatbőrrel fedte el. Ilyen barlanglakások nyomaira bukkantak a Szalacskai hegyoldalban. A sík területeken pedig méhkas alakú vermet vájtak és annak kéményszerű nyílásán át, növényrostból font hágcsó segítségével közlekedtek.
A Kr. e. 2000 évet megelőzőleg új népáradat hozta az emberiség bölcsőjéből a bronzkori műveltséget. Az új vándortörzsek szellemi fölényükkel uraivá lettek Somogy kőkori telepeinek. Állatbőrök helyett szőrmeruhát viseltek, barlang- és veremlakások helyett cölöpviskókat emeltek a víz borította területeken. Edényeiket finom, iszapolt agyagból készítették és gyakran berakott mészdíszítéssel látták el. Míg a neolit őslakosok földbe temetkeztek, a bronzkori új népesség meghonosította a halottak máglyán való elhamvasztását, majd urnába gyűjtve, bronzékszerekkel és fegyverekkel együtt, a magaslatok oldalaiba temették el maradványaikat.
A Kapos völgyben, Szarvasd határában, 1891-ben több, majdnem kőkeménységű cölöpre akadtak, zöldpatinás bronzüsttel és jellegzetes edénytöredékekkel együtt. Ugyancsak cölöpépítmények nyomaira akadtak a Kapos völgy északabb partján levő Hangyálosi-dűlőben. A magaslatokat, hegyoldalakat földvárakkal megerősíthették. Ma már csak nagyon gyakorlott szem ismeri fel az őskori földvárakat és a többszörös lépcsőszerű körgyűrűket. E földvárak nemcsak a bronzkorban voltak használatban, de megnagyobbodva, megerősítve a vaskorban is.
Ilyen földvárak egész sorozatával találkozhatunk a Kapos víz mentén elterülő magaslatokon, a Kata hegyen és a Zselici hegyek nyúlványain. Találhatunk őskori földvárakat a Balaton somogyi partján, a fonyódi magaslatokon kívül is, így Somogyváron és környékén, nemkülönben Somogy Dráva menti részein. Somogy megyében a régészek számos bronz lelőhelyet tártak fel. Ilyen a simonfai, orczi és törökkoppányi, de a legnagyobb és leggazdagabb a kéri, amelyik urnába rejtve, 1883-ban, szántás alkalmával került felszínre. Ezenkívül számos bronz ékszer, dísz, közöttük két pompás, hengeres szalagtekercs és korongos fejű bronztű került elő a föld mélyéből. A leletben még egy teljesen ép bronztőr is előfordult. A bronzkincseket valószínűleg a vaskor első népáradatainak inváziója elől rejthették el.
Somogy vármegye vaskori műveltségének kezdete az i. e. 1. évezred közepe tájára tehető, amikor megkezdődött a kelták költözködése Galliából. A kelták többsége Itália felé húzódott, de egy másik csoport a Rajna mentén, a Duna melléki tartományok felé vette útját és leigázva az őslakókat, urává lett a későbbi Pannóniának. Az egyik népesebb törzse, a Duna mentén lefelé haladva a Kapos víz mentén jutott Somogyba és megszállta a Szalacska menti őstelepeket. A régészeti leletek alapján megállapíthatjuk, hogy Szalacskán székelt az egyik népesebb kelta törzs fejedelme. Innen terjeszkedtek, kisebb csoportokra oszolva, Somogyon át, a szomszédos vármegyékbe is. A szalacskai keltaság félezer éves uralma annyi emléket hagyott reánk Somogyban, a mennyit hazánkban egyetlen más őskori terület sem hagyott. Szalacska műkincseinek érdekességét és gazdagságát csak fokozza az, hogy amikor a rómaiak meghódították a kelta telepeket, cserekereskedést folytattak a Római Birodalom távoli területeivel, így Etruriával is. A közlekedési főút az őskorban a mainál sokkal nagyobb vízhozamú Kapos folyó volt.

## Kézművesség
A bronzkori öntőminták Somogy megyében arról is tanúskodnak, hogy nemcsak használták, de készítették is az eszközöket, fegyvereket, díszítő tárgyakat az itt letelepedett kelták. És arról is tanúskodnak a leletek, hogy különösen értettek a vas kovácsolásához és edzéséhez. Nagy tökélyre vitték a fémöntést is. A kelta ékszerek öntőmintái bronzból készültek. Fejlett agyagipart is űztek. Az edények készítésénél kisebb súlyt fektettek a díszítésre, mint az agyag finomítására iszapolással. A kelták edényeiket már nem szabad kézzel, tapasztással, hanem korongon készítették. Legjellegzetesebb díszítés az edény alsó domborulatán elhelyezett dinnyeszerű gerezdezés. Színük sárgásbarna- vagy grafitmázú volt.
Ismert kelta régészeti lelőhelyek Mocsolád, Bogát-puszta, Babod puszta, Szólád, Hedrehely, Berzence, a kaposvári csererdő és az iszáki magaslat. De Somogy vármegye legnagyobb őskori nevezetességének a szalacskai kelta pénzverő- és öntőműhelyt tekinthetjük. Az öntőműhely, amint azt feltárt berendezése is mutatja, a dunántúli kelták legvirágzóbb ipartelepe volt a Krisztus születését megelőző utolsó századokban. A szalacskai ötvösművesség kiterjedt iparága lehetett az itteni keltáknak és feltehető, hogy erre épülve alakult ki ebben a régióban a római fém és ötvösművesség. A magas művészi színvonalán álló római leletek is nagy számúak a térségben és külön említést érdemel, hogy az itt készült és talált kék edzésű kardok, lándzsák, tőrök, kések szívósságukkal és ellenálló képességükkel közel állnak a napjainkban-forgalomban levő acél eszközökhöz.

### A római hódítás
A rómaiak már Octavianus alatt, Kr. e. 34-ben megjelentek a Dráva és Száva közén, majd a Kr. u. 8. évben foglalták el a térséget. Valószínűleg Domitianus uralkodása alatt (85–92) nyomultak be a római légiók a mai Somogy vármegye területére.
Pannonia teljes és végleges meghódítását Marcus Aurelius római császárnak tulajdonítják.
Traianus császár uralkodása alatt, a 105–107. években, a tartományt kétfelé osztották. A mai Somogy vármegye területe Felső-Pannónia (Pannonia Superior) területéhez tartozott. A rómaiak főfészke, a kelták példáját követve szintén a mai Nagyberki határában emelkedő Szalacska hegy volt. Ezen kívül jelentékenyebb római táborhely vagy helység a mai Somogy vármegye területén nem létezett. A rómaiak kiterjedt útépítései ellenére is csak egy utat építettek Somogy vármegyében, amely Marsától (Eszék) kiindulva, Sopianaen (Pécs) át, Somogy megyén keresztül vezetett Mogentianaeba (Keszthely) és onnan tovább Scrabantia (Sopron) felé. A Kr. u. 4. században, a germán népvándorlás idején, jazigok és vandálok telepedtek le a térségben.
A Balaton-kultusz is a rómaiak koráig terjed vissza. Vannak feljegyzések és nyomok, hogy a rómaiaknak Pannoniában tartózkodó vezérei és római patriciusok is szívesen tartózkodtak a Balaton mellett, sőt hogy állítólag Augusztus császár is, egész udvarával, nyári üdülésre a Balaton vidékére költözött.

### A hunok időszaka
Az 5. század elején azután a hun törzsek szállták meg Pannóniát és ezzel együtt Somogy vármegye területét, Attila vezetésével, több lépcsőben. Attila halála után 452-ben a hatalmas hun birodalom összeomlott és a Balaton és Dráva közötti térségben egymást váltották a Nyugat felé nyomuló germán törzsek, míg végül a longobárdok kivonulásával az avarok szállták meg Pannóniát, azaz a Dunántúlt, akik akkor már egész Magyarországot birtokolták.

### Avarok
Az avar birodalom a 8. és 9. század fordulójáig állt fenn és ezen időben a Balaton és Dráva közötti területet mindinkább elözönlötte a szlávság. A beköltözködő szlávok békés földművesekként váltak az avarok alattvalóivá. Az avarok birodalmában a 8. századra eluralkodtak a belső viszályok, ellenségeskedések, hatalmi harcok, ehhez társult a lakosság erkölcsi romlása. Az erejét vesztett birodalom bukásához, közvetlenül, a német-római császárság terjeszkedési szándéka vezetett, amikor katonai vereséget mértek az avar seregekre 786-ban. A végső tőrdöfés akkor érte az avarokat, amikor a kereszténység kényszerű felvétele ellen 799-ben fellázadtak és újból vereséget szenvedtek. Ebben az utóbbi, négy évig tartó irtóháborúban a Balatontól délre eső területen az avarok csaknem teljesen kipusztultak.
A frankok az avarok felett aratott győzelmük ellenére ekkor még nem szállták meg az elhódított területet. Nagy Károlyt lekötötték a szászokkal, nyugati és déli szomszédaival folytatott küzdelmek. A bajorok betelepedése a lakatlan, néptelen Duna és Dráva által határolt térségbe már a 9. század elejétől megindult, de otthonteremtésre, települések kialakítására, sőt mezőgazdasági hasznosításra csak a megye déli és nyugati sávja volt alkalmas. A Balatontól Délre az egész parti sáv, a Zala folyó torkolatának vidéke, víztől elárasztott, mocsaras vidék volt. A térség többi részét, domb vonulatait pedig nagyrészt sűrű erdők borították.
817-ben Lajos, Nagy Károly fia és utóda a Keleti Frank Birodalom határát kiterjesztette és megszállta ezt a lakatlan földet, ami még ekkor sem volt alkalmas tartós megtelepedésre. A lakatlan keleti Pannon terület első telepesei szlávok lettek. Amikor 833-ban a Morva birodalmat megalapító Mojmír elűzte Pribina nyitrai fejedelmet és hatalma alá vonta az egész Dunától Északra elterülő térséget, Pribina behódolt a keleti frank királyság akkori uralkodójának, Német Lajosnak, aki a menekülő szláv törzseknek ezt a vidéket jelölte ki lakhelyül. Miután Pribina felvette a kereszténységet 847-ben birtokosa is lett az addig csak haszonélvezőként uralt régiónak. A Zala-folyó partján Mosaburg (későbbi Zalavár) néven várat és abban templomot építtetett, melyet Liupramm salzburgi érsek, 850-ben szentelt fel. Ettől kezdődően Pribina hercegségébe újabb és újabb szláv jövevények érkeztek, most már a Balaton és a Dráva folyó közötti területre is, de mivel a földrajzi adottságok változatlanok voltak, számuk még továbbra is igen korlátozott lehetett.
Pribinát, aki a frankok hűbéreseként harcba szállt a frank királyság oldalán a Morva fejedelemség ellen, 861-ben megölték. Fia Kocilj még örökölte halála után a hercegi címet és a későbbi Zala, Somogy és Baranya feletti uralmat, de Kocilj halálával a friauli herceg fennhatósága alá került a régió.

### Magyar uralom kezdetei
A fuldai évkönyvek adatai szerint a magyarok először 894-ben kerültek kapcsolatba Pannóniával, amikor még a bajorok szövetségeseként védték a morva fejedelemség betörése ellen a Duna jobb parti területet. Ekkor azonban a törzsszövetség szálláshelyei még Etelközben voltak. 898-ban Árpád a törzsszövetség akkori vezetője, függetlenítette magát Arnulf keleti frank királytól és a birtokba vételt megcélozva rohamozta a bajor fennhatóságú területet. Komoly ellenállásba nem ütközhetett, ugyanis ilyenről a krónikák vagy egyéb írásos szövegek nem emlékeznek meg. A térség változatlanul gyéren lakott, földművelésre alkalmatlan volt, ámde a gazdag legelők jó hátteret kínáltak a nomád nép méneseinek, gulyáinak. Ezért feltételezhető, hogy már a honfoglalás első szakaszában telepedtek le a Dél-Dunántúlon magyar csoportok. Egyes nyelvészek szerint a Dél-Dunántúl mai „őző” tájszólása ezeknek a magyarul beszélő honfoglalóknak nyelvi sajátossága volt. 
A Dunántúl legnagyobb részében a magyar ajkúak másik csoportja az őslakos szlovének leszármazottja, akik a honfoglalást követően magyarosodtak el. 899-ben már a magyar törzsszövetség uralta Pannóniát.
Az Árpád nemzetség itteni letelepedésére utalnak a Fajsz és Juta helynevek. Jutas (Jutócs, Jutocsa) valószínűleg Árpád egyik fia és Fajsz édesapja volt, aki 944 körül, a magyarok fővajdája (vezére) volt. Kettőjükről Bíborbanszületett Konstantin bizánci császár is megemlékezik. Anonymus krónikája szerint Árpád másik fia, Zoltán besenyő felesége révén besenyő nemzetségeket is telepített le Alsó Pannóniában. A besenyők somogyi telepeiről a székesfehérvári János-lovagok részére III. Béla királytól 1193-ban kiállított megerősítő levél emlékezik meg, de emléküket a helynevek is őrzik a megye területén. Így Rinyabesenyő, amelyről 1437-ből van okleveles adat, továbbá a Lengyeltótihoz tartozó Feketebézseny- és Fehérbézseny-puszták.
A krónikák szerint a Balaton déli partja mentén volt a szálláshelye egy másik honfoglaló törzsnek, a Lád vagy Vérbulcsú törzsnek. Ennek volt a vezére az a Bulcsú, aki 955-ben az Augsburgi csatát követően a németek kezébe került és Léllel együtt felakasztották.
Bogát emlékét szintén egy hasonnevű falu őrizte meg a vármegyében, melyről 1229-ből van adatunk (a mai Alsó- és Felsőbogát-puszták). Bogát, akit Bulcsú apjaként említenek a krónikák, történetileg igazolt személy, mert 921-ben vezetett egy hadjáratot olasz földre és ott Veronát ostromolta. Egyes történészek szerint ebből a törzsből származott Koppány is, aki Szent István ellen az első nagy pogány lázadást megszervezte és vezette. A kutatók többsége Koppányt Zoltán unokájának, Árpád ükunokájának, Tar Zerind fiának tartja.
Koppányt a krónikák somogyi hercegség vezérként említik és az ő székhelye volt Somogyvár. István, miután legyőzte Koppányt, aki a harcban életét vesztette, a Szent Márton tiszteletére épült pannonhalmi monostornak ajánlotta fel Somogy megyét.
Koppány legyőzetése után nemcsak az egyház, hanem a lázadók elleni harcban segédkező jövevény lovagok is nagy adományokban részesültek Somogyban. Ekkor kapott a Dráva mentén nagy birtokot Theobald gróf, akitől a vármegye történetében utóbb nagy szerepet játszó Tibold nemzetség ered. Főlakóhelyük az 1232. évi oklevél tanúsága szerint a Dráva parti Babócsa volt.
A Koppány legyőzése után alapított királyi birtoknak, várispánságnak, majd vármegyének Somogyvár lett és maradt hosszú évszázadokon keresztül a központja. Szent László király nevéhez fűződik a Somogyvári apátság alapítása. Egyes kutatók szerint az 1055-ben I. Endre által alapított Tihanyi apátság alapítólevele, a legrégebbi fennmaradt magyar nyelvű írásos emlékünket a Somogyvári apátságban készítették. Itt volt Szent László eredeti sírhelye is, ahol 100 évig feküdt, csak szentté avatása után helyezték örök nyugalomra Váradon. I. László király abban az évben alapította a monostort, amelyben Horvátország egy részét elfoglalta és a kunokat legyőzte.
A franciaországi Saint Gilles-ből beköltözködő szerzetesekkel együtt, egy franciák által lakott település is kialakult a vár és kolostor körül. A Somogyvári monostor alapításával az ország szívében olyan „francia gyarmat” keletkezett, amelynek tagjai közé még másfél század múlva sem vettek fel mást, mint franciát. Szent László ekkor alapította a zágrábi püspökséget is és a somogyi térséget ennek egyházi fennhatósága alá helyezte. Feltehető, hogy ekkoriban lett a Dráván túli terület igazgatása a somogyi ispán feladata és ekkor csatolta László király a Dráva és Zsdala között elterülő szigetet is Somogyhoz. Még egy érdekesség a 11. századból. A mai Siófok, Fok néven ekkor még Somogy vármegyéhez tartozott és az okiratok szerint a Tihanyi apátság birtoka volt.
A magyar történelemben Somogy megye 1199 közepén szerepelt újból, amikor Imre király, III. Béla rövid életű idősebb fia, a trónkövetelő öccsével, Endrével, Balatonlelle és Balatonszemes között, a mai Rád-pusztánál, megütközött. Imre heves küzdelem után legyőzte öccsét, de 5 évre rá rövid betegség után váratlanul meghalt. Utóda fia, III. László néhány hónap múlva szintén elhunyt és így lett III. Béla fiatalabb fia a király. II. András a szentföldi hadjárata alatt a szentföldi János-lovagoknak adta a Csurgó melletti földet, le egészen a Dráváig.

## A tatárjárás után
A tatárjárás után a királyi vármegyeszervezet felbomlott, de IV. Béla újra szervezte az ország közigazgatását és a királyi vármegyék hálózatának és neveinek megtartásával kialakította a nemesi vármegye rendszert, ahol a vármegye felső vezetése, a király által kinevezett főispán kezében maradt, ami a központi hatalom ellenőrzési és felügyeleti jogát biztosította, de a vármegye belső irányítását a vármegyei nemesek által választott alispán látta el.
IV. Bélát tekinthetjük második honalapítónknak is, mivel a mongolok elvonulása után a romokba döntött, elnéptelenített országot megóvta a teljes megsemmisüléstől. A tatárjárás után újraszervezett Somogy megye keleti határán Szigetvár várát és városát olykor Baranya vármegyéhez, máskor Somogyhoz sorolták. A Kapos folyótól Északra a Törökkoppányig terjedő hosszas kúp alakú területet néha Tolna vármegyéhez számították. Viszont délnyugaton, a Dráván túli Légrád helység Somogy vármegyéhez tartozott.
A 13. és 14. században Somogy vármegyének a Zala vármegyével és a Dráva-folyóval határos délnyugati, nagyjából háromszög alakú csücske külön státusszal bíró kerület volt. Ez volt a Segösdi vagy Segesdi kerület, független volt a somogyi várispánságtól és a mindenkori királyné koronauradalmának számított, mely a királyné udvartartási költségeinek fedezésére szolgált. Ez a kerület magában foglalta a mai csurgói járást és a mai nagyatádi járás egy részét. A Segesdi kerület élén külön ispán állott, akit a királyné rendelt ki. A Segesdi kerületben lakó népek különféle szolgálmányokra voltak kötelezve. E kötelezettségekkel szemben azonban a lakosok több kiváltságot is élveztek.
Segesd nem egy ízben menedékül is szolgált a királyi család tagjainak. Már IV. Béla, 1242-ben a Dalmáciából hazatérőben megszállt Segesden és a Muhi csatában sebet kapott nagybátyja, Kálmán herceg is itt pihent meg egy ideig. 1289-ben pedig, IV. László király neje, Anjou Izabella, vagy ahogy Magyarországon nevezték Erzsébet, a Nyúl szigeti kolostor rabságából szabadulva költözött Segesdre.
A török idők után a Segesdi kerület a Belső-Somogy tájegység nevet kapta. A tájegység központja Csurgó lett, ahol az első somogyi gimnáziumban Csokonai is tanított.
Északkeleti részén a Kapos völgyétől a Balatonig terül el a megye dombjainak, de somogyiasan hegyvidékének az a tája, melyet Külső-Somogynak kereszteltek. Legmagasabb pontjai 312–315 méter magasak. Területének művelődési és igazgatási központja Somogyvár volt, amely nemzetségfői, később ispánsági székhely volt. 
A Jaba, a Kis- és Nagykoppány hosszú és igen széles bozótos, tőzeges völgyeiben valamikor malmok sora őrölte a búzát, vagy fűrészelte az épületfát, Külső- és Belső-Somogyot ék alakban a Nagyberek végtelen nádvilága választotta szét. Ha előző két tájunkon az ijesztő erdők, itt a teljesen úttalan, csak zsombékozással és bödönhajóval járható berek rettentette az erre a tájra merészkedőket.
Ettől Délre terült el a Zselic erdősége, ahol gyönyörű, úgy mondják, őshonos piros törzsű zselici fenyvesek tarkították a tájat. A Kapos folyó Kiskorpádtól Kaposváron át húzódó széles völgyét a somogyi nép Vízmentének mondta, ez választotta el Külső-Somogyot Zselictól. Somogy megye külön tájegysége a Dráva menti síkság, a kanyargós, gyors folyású Dráva folyót Észak felől övező széles völgy.
Visszakanyarodva a történelmi események sorára IV. Béla uralkodásának a tatárjárás utáni periódusában sokat hadakozott fiával, a trón utóddal Istvánnal. Eközben sokat támaszkodott kisebbik fiára, Bélára, akinek 1263-ban a szlavóniai hercegségéhez Baranya, Somogy, Zala és Vas vármegyéket is hozzácsatolta.  IV. Béla ország építő munkájának ára is volt, mégpedig az, hogy a kifosztott, elnéptelenített ország újjáépítéséhez be kellett vonnia a hatalomba az ország főurait, nagy birtokosait, ezek pedig kihasználva a vissza nem térő lehetőséget, kiskirálykodtak, hatalmaskodtak az országrésznyi birtokaikon. Elkövetkezett Somogyban is az az idő, midőn sem törvény, sem oklevél nem biztosította a birtokot, csupán a vár és a fegyver.
IV. Béla unokája IV. László uralkodása alatt már teljes volt az anarchia az egész országban. Somogy megye is a belső harcok visszatérő színhelye maradt. Főként a Csákok és a Héder nemzetségbeli "Henrik fiak" között dúlt a harc a hatalomért. III. Andrásnak többször is fegyveres harcot kellett folytatnia Somogyban az ország egyik leghatalmasabb oligarchája Németújvári Héder Iván és társai ellen, akit 1301-ben bekövetkezett haláláig sem tudott legyőzni.
III. András király halála után két hatalmas párt harcolt egymással, az egyik, élén Németújvári Ivánnal, a szabad-királyválasztás jelszavával csoportosította zászlaja alá mindazokat, akik az utolsó évtizedek alatt féktelenségükkel, zsarnokoskodásukkal szereztek maguknak hírnevet, a másik volt a nápolyi Anjouk pártja, mely már egy évtized óta küzdött, hogy V. István unokája, II. Martell Károly fia, I. Károly Róbert jusson az Árpádok örökébe. Ezek a harcok országos pártküzdelmek formájában zajlottak, de Somogyban a fegyveres összecsapások is rendszeresek voltak. A szabad királyválasztás hívei Venczel cseh királynak ajánlották fel a koronát, aki maga helyett hasonnevű fiát ajánlotta. A cseh királyfit még 1301 augusztusában megkoronázták. Az új király hálája nem is maradt el. Héder Iván 1301 október 20-án már Venczel tárnokmestere, Szlavónia bánja, Somogy-, Tolna-, Baranya- és Bodrog vármegyék főispánja volt. Iván így a Dél-Dunántúl korlátlan ura lett. Azonban ez a féktelen természetű ember, évtizedek óta az egész Dunántúl rettegett réme, mindenkit elriasztott maga mellől és így végül az Anjou párt diadalmaskodott és évekig tartó huzavona után 1307-ben Anjou Károly Róbertet a rákosi országgyűlésen királlyá választották.
Lassan, lépésről lépésre Károly Róbertnek sikerült úrrá lenni az oligarchákon, 1320-ban már legyőzte az Amádékat, Németújváriakat és Csák Máté is meghódolt és a király uralta Somogy megyét. A 20-as évek végére országosan megszilárdította az utolsó Árpádok alatt megrendült királyi hatalmat. Bár a király, a földek harmadával a kezén, továbbra is az ország legnagyobb földbirtokosa volt, hatalma elsősorban nem birtokai méretén nyugodott, hanem a várak túlnyomó többségének birtoklásán. Az Anjou-korban a király mintegy 160-at birtokolt az ország 300 váraiból, míg például a Lackfiak, a legtöbb várral bíró főúri család, mindössze hetet. Nagy földadományok helyett a király a szolgálatokat úgynevezett honorok adományozásával jutalmazta. A honor megmaradt királyi tulajdon, a birtokosa a királyi tulajdon kezelője, haszonélvezője lett, de a honor nem volt átörökíthető, a király azt bármikor visszavehette.
Károly Róbert uralkodása alatt kerültek az élvonalba a Szécsényiek és szereztek birtokokat Somogy vármegye területén. Az Anjou korban emelkedtek fel még a Losonciak, a Bátoriak, a Széchiek és a Laczkiak. A megyegyűlések ekkoriban még Somogyváron voltak, de I. Nagy Lajos uralkodása alatt, a főispán elnöklésével tartott vármegyei közgyűlés jelentőségét mindjobban háttérbe szorította a nádor elnökletével tartott, rendszerint több megyére kiterjedő közgyűlés. Lajos király Mária leánya férjét, Luxemburgi Zsigmondot jelölte ki utódjául, de halála után a főurak egy csoportja a nápolyi Durazzói vagy Kis Károlyt hívta meg a magyar trónra, akit meg is koronáztak, de néhány hónap múlva merénylet áldozata lett és Zsigmond elfoglalhatta a magyar trónt. 
Ez idő alatt, a trónért folytatott viszálykodásban Erzsébet, Nagy Lajos özvegye és leánya, Mária többször megfordult a segesdi birtokukon és fegyveres összetűzésekre is sor került Kis Károly és a királynők hívei között.
Zsigmond uralkodása idején sokat változtak a birtokviszonyok Somogy vármegye területén. A Kanizsaiak, a Marczaliak szereztek jelentékeny birtokokat a vármegyében és külön kiemelendő a Rozgonyi család, amelyik a 15. században a vármegye nagybirtokosai közé sorakozott és e század közepétől vezetője lett a somogyi közéletnek. Meggazdagodásuk története Galambóc váránál vette kezdetét. Zsigmond 1428 tavaszán, mint már előtte is több ízben, megkísérelte visszahódítani a törököktől a stratégiai fontosságú Galambóc várát. A vár ostroma során és később a magyar sereg visszavonulásánál is kitüntette magát hősies magatartásával Rozgonyi Istvánné, született Szentgyörgyi Cecília, aki hajójáról, mozsarakból és vetőgépekkel, lőtte és irtotta a törököt. A család ennek a hős asszonynak köszönheti felemelkedését, gazdagságát és hírnevét.
Az ország életében ezután is meghatározó szerepet játszottak Somogy vármegye nagybirtokos családjai. Kaposujvár ura, a Héder-nembeli Tamási Vajdafi Henrik, Albert magyar király uralkodása alatt országbíró volt.
A somogyi főispán, Újlaki Miklós pedig, az ország egyik leghatalmasabb és leggazdagabb főura volt a 15. században. Hunyadi Mátyás uralkodásának első két évtizedében, a vármegye területén nevezetesebb esemény nem történt. Mátyás király uralkodásának végszakában telepedtek le a Báthoryak a vármegyében. Marczali László 1488-ban bekövetkezett halála után roppant kiterjedésű birtokai, a melyek Babócsa, Fejérkő, Gerecz, Zákány várak, Somogyvár, Marcali és Segesd városok körül csoportosultak, a Báthoryak kezébe mentek át, ezzel a vármegye legnagyobb birtokosaivá lettek a Báthoryak és egészen a török hódoltságig vezérszerepet vittek a vármegye közéletében.
Ebben az időszakban, 1498-ban, kapott címert Somogy vármegye II. Ulászlótól, aki az adománylevelében kifejtette, hogy ez adománnyal a vármegyét a Miksa hadainak 1490. évi betörése alkalmával tanúsított hűségéért és áldozatkészségéért óhajtja kitüntetni.

## A török hódítás
II. Ulászló és fia, II. Lajos magyar király uralkodása megint belpolitikai harcok jegyében telt. A legégetőbb probléma a főnemesek és a köznemesség között kialakult feszültség volt. A török fenyegetettség állandóan növekedett, de a belső ellentétek és a lakosság többségének elégedetlensége az összefogás és közös felkészülés ellen dolgozott és előre vetítette az árnyékát a katasztrófának, ami Mohácsnál be is következett. Ezt nagyon jól példázza, hogy a mohácsi csatavesztés okainak elemzésekor egyértelműen megállapítható, hogy ebben komoly szerepe volt a két legnagyobb védelmi erővel rendelkező főúr, Báthori István nádor és Szapolyai János erdélyi vajda közötti együttműködés hiányának. Mindkettőjük számára fontosabb volt saját presztízsük megőrzése, mint a haza sorsa. Biztos közrejátszott a csatavesztésben, hogy Szapolyai János seregével nem csatlakozott a Mohácsnál gyülekező magyar sereghez és megfosztotta azt egy komoly fegyveres erőtől. Az is tény, hogy a Báthoriak sem remekeltek a mindent eldöntő csatában, mintha tartogatták volna az erejüket egy majdani elképzelt Szapolyai elleni harchoz. Mohács lett a sírja sok-sok ezer magyar katonának, köznemesnek és főnemesnek egyaránt, ott pusztult maga a király is, de az ország legfontosabb vezetői, Szapolyai János, Báthory György nem vett részt a csatában, sőt nagyon valószínű, hogy Báthory András is távol maradt.
A mohácsi csata után a törökök csak egy töredékét szállták meg az országnak, de a király nélkül maradt nemzet még a meg nem szállt országrészben sem tudott úrrá lenni a helyzeten.
Amikor kiderült, hogy II. Lajos meghalt, először Szapolyai János erdélyi vajdát választották meg királynak, akinek az egyik fő támogatója, Szigetvár ura Török Bálint volt. 1527-ben meghalt János király legerősebb támogatója Frangepán Kristóf horvát bán és halálával egész Somogy vármegye Ferdinándnak esküdött hűséget. A Ferdinánd-párt feje Báthory István volt, aki a Somogyban nem volt ugyan birtokos, csak testvérei, Báthori András és György, de nagy volt a köréhez tartozó főurak tábora, többek között Szalaházy Tamás veszprémi püspök, aki a katolikus egyházban volt vezető pozícióban. Bár a köznemesség János király híve volt, a Ferdinánd-párti hatalmas főurakkal szemben nem tudta a küzdelmet sikerrel felvenni. Ugyanez év novemberében Székesfehérvárott királlyá koronázták Ferdinándot és így két királya lett Magyarországnak, Szapolyai János és Habsburg Ferdinánd. Ferdinánd királlyá választása után Báthori István Ferdinánd oldalára állította testvéreit, Báthori Andrást és Báthori Györgyöt is, az utóbbit Ferdinánd király meghagyta Somogy vármegye főispáni méltóságában. 1533 elején pedig, az akkoriban nagy kiterjedésű somogyi birtokokkal rendelkező Nádasdy Tamás is Ferdinánd mellé állt. És végül Ferdinándhoz pártolt rövid időre Török Bálint is, de ő 1536-ban már újra János király oldalán állt és röviddel rá elfoglalta a Ferdinánd-párti Zrínyiektől, török segítséggel Csurgót. 1537-ben Ferdinánd király hadat indított a török ellen a Dráván túlra, de hadjárata elakadt és 1538. febr. 24-én békét kötött a törökökkel, amelyet „Nagyváradi béke” néven ismer a történelem.
A békekötés értelmében Somogy vármegye János király uralma alá került, de a tulajdonképpeni ura Török Bálint lett. 1540 nyarán meghalt I. János király és a halálát követő zavaros időben a török szultán elfoglalta Budát és Magyarország királyává választotta Szapolyai János csecsemő fiát, János Zsigmondot. A török látva Török Bálint vitézségét, hadvezéri képességeit és elkötelezettségét a magyar ügy mellett, csapdába csalta, elfogta, majd haláláig Konstantinápolyi börtönben tartotta. Bukása mélyreható változást okozott a vármegyében. Roppant vagyona néhány év alatt szétfoszlott. Hívei Ferdinánd hűségére tértek, 1542. évi besztercebányai országgyűlés határozata értelmében, az utolsó Török birtokot, Somogy várat is elvetették az özvegy Török Bálintnétól. Ekkor vett búcsút Szigetvártól Tinódi Sebestyén is, az utolsó nemzeti vándorlantos, aki 1534–35 óta tartózkodott Szigetváron, ahol Török Bálint gyermekeit tanította. Okiratok szerint az 1540-es években, Báthori András lett a vármegye legnagyobb birtokosa. Szigetvár, mely azelőtt ismeretlen erősség volt, csakhamar országos jelentőségre emelkedett, Szigetvár a 15. század ötödik évtizedében már az egész vidék legjelentékenyebb véghelye lett. Ekkor Somogy vármegye területén, Szigetváron kívül a következő erődítmények voltak a király birtokában, Kaposvár, Koroknya, Szenyér, Segesd, Babócsa, Berzence, Bélavár, Vízvár és Csurgó. De Székesfehérvár eleste után, 1543-tól, a török hódoltság már félkörben körülvette a vármegyét és a gyakori török betörések következtében a megye lakossága állandó rettegésben élt, a határszéli területei teljesen elnéptelenedtek. A török megszállók 1552 nyarán tovább nyomultak előre és elfoglalták Görösgált. Szigetvár bevételét is megkísérelték 1554-ben, de ekkor még eredménytelenül. Egyelőre nem nyomultak tovább, de a török megszállókat kísérő pestis rettenetes csapást hozott a lakosságra. Az újabb török támadás Somogyban 1555-ben indult Tujgon budai basa vezetésével és már csak Szigetvár maradt a császáriak kezén. 1556 nyarán Szigetvár ostromát is megkísérelték, de nagy veszteségeket szenvedtek és újból visszavonulásra kényszerítették őket a szigetvári védők. Ali felszedte táborát és Pécsre vonult vissza. 1556 nyarán Ferdinánd nagy sereget gyűjtött össze és offenzívát indított a Dunántúl visszafoglalására, melynek élére másodszülött fiát, Ferdinánd főherceget állította. A hadjárathoz fűzött remények nem teljesedtek. Az 1556. évi hadjárat egyedüli eredménye az volt, hogy Szigetvár környéke megtisztult a törököktől.
A törökök azonban nem adták fel tervüket, hogy a kulcsfontosságú Szigetvárt elfoglalják. Tervük azonban Horváth Márk éberségén újra hajótörést szenvedett. Még mielőtt a törökök felkészültek volna, Horváth a védőkkel kitört a várból és a török hadat szétverte. Ali ezek után megszégyenülten hazatért Konstantinápolyba. Az 1558. év folyamán szakadatlan harcok színhelye volt a vármegye területe. Horváth Márk, aki az elmúlt évtizedben eredményesen és hősiesen védte Szigetvárt, 1561. évi aug. 20-ika táján elhalálozott és Ferdinánd Zrínyi Miklóst nevezte ki szigetvári kapitánynak. 1565-ben a török portán a háborús párt kerekedett felül. Szulejmán 1566. évi ápr. 25-én indult el Konstantinápolyból Bécs meghódítására, de mikor arról értesült, hogy Zrínyi Miklós a tirhalai szandzsákbéget Siklósnál seregestől tönkreverte, seregével új irányt vett Szigetvár megvívására. Szigetvár ekkor három részből állott. Az Újvárosból, az Óvárosból és a tulajdonképpeni várból. A török támadása elsősorban a leggyöngébb pont: az Újváros ellen irányult. Aug. 7-én a török had elfoglalta az Újvárost és 20-a körül az Óvárost is, ekkor a védők kénytelen voltak a várba visszahúzódni. Hatalmas tüzérségi előkészítés és a bástyák felrobbantása után rohamozták a törökök ismételten a belső várba szorult védőket, akik többször is visszaverték a rohamot, hatalmas veszteségeket okozva a támadóknak. De a védők száma is állandóan fogyott és aug. 29-én Szulejmán szultán is lóra ült és maga vezette rohamra az ostromlókat. A várbeliek ezúttal is hősiesen megállották a helyüket, a támadást elkeseredett küzdelem után visszaverték, mely alkalommal több ezer török esett el, úgyhogy a várárkok egészen megteltek török holttestekkel. Öldöklő harc kezdődött. A vég szeptember 8-án következett be. Amikor Zrínyi már látta, hogy minden hiábavaló, a felmentő seregre hiába várnak és erejük végére értek, utolsó néhány száz harcosával díszbe öltözve kirohanást vezetett az ostromlók ellen, ahol mind egy szálig hősi halált haltak, Zrínyi Miklóssal együtt. Szulejmán sem örülhetett a nagy veszteségek által kivívott győzelemnek, mert, ahogy utólag kiderült, ő is életét vesztette az ostrom utolsó napjai alatt, állítólag gutaütés érte. Megjegyezni kívánjuk, hogy Miksa király győri, Károly főherceg muraközi tábora tétlenül nézte a Somogy megyei várak elestét és Szigetvár élet-halál küzdelmét. A török nagyvezér Szigetvár bevétele után gyorsan újra építette a várat és a harctéren sem maradt tétlen. Az egész vármegyében szanaszét portyázó hadai elfoglalták Csákányt és Csurgót, majd Babócsát kezdték vívni, amelynek őrsége egy rohamot vissza is vert, de miután segítséget sehonnan sem várhatott, felgyújtotta a várat és titkos kijáratokon elmenekült.
Babócsa eleste után a beglerbég Bélavárnál, Vízvár közelében, ütött tábort. Berzence, Vizvár, Zákány, Segesd, Marcali és Marót őrsége, be sem várva a török had közeledtét, kiszökött s az erődítményeket üresen hagyta. Szept. 29-én az egész vármegye területén már csak Kéthely és Komár volt a magyarok birtokában. A török nagyvezér ezzel befejezettnek tekintette a hadjáratot és október 21-én megkezdődött a kivonulás. A török had Belgrádon keresztül visszatért Bizáncba. Bár hosszas tárgyalások után, 1568-ban Drinápolyban nyolc évre megkötötték a békét, amelyet azután évről évre meghosszabbítottak és ezzel megszűnt a hivatalos háború, de a két uralkodó alattvalói között szakadatlanul folyt a harc, az öldöklés az egész Dél-Dunántúlon. A szigeti, koppányi és mohácsi bégek Kanizsán túl, a Mura vidékét is dúlták, számos községet felperzseltek és ezernyi sokaságot, tömérdek marhát hajtottak el. E rettenetes állapotokat legsúlyosabban a földhözragadt jobbágyság sínylette meg. A Rinya folyótól nyugatra eső falvak, melyeket az előző évtizedek harcai megkíméltek, most sorra elpusztultak. 1595-ben a magyaroknak sikerült Babócsát átmenetileg visszahódítani, de már 1600 nyarán Babócsa újból áldozatul esett a törökök újabb offenzívájának. Az 1552-től 1601-ig szakadatlanul folyó háború a vármegye régi lakosságát valósággal kiirtotta, Somogy vármegye ekkor már csak névleg létezett. A lakatlan, elpusztult vidékekre rácok költöztek, akik már ekkor sok gondot okoztak a megmaradt helyi lakosságnak. Az 1577–1582. évi Dél-Dunántúli harcokban különösen kitűntek vitézségükkel, a szigetvári hős fia, Zrinyi György, és Nádasdy Tamás fia, a nagyműveltségű Ferenc, vagy mint kortársai nevezték, a fekete bég. Az ő nevük, hőstettiek ezekben a vészt hozó évtizedekben a magyarok vitézségének bizonyítékai. A Bocskai felkelést követő Zsitvatoroki békével, amelyet a magyar király kötött a török szultánnal, Somogy vármegye területe, Kanizsát is beszámítva a török hódoltság része maradt. Az 50-es évektől Somogy megye közigazgatása is szünetelt, a tisztviselők biztosabb helyre, leginkább Zala vármegyébe menekültek. Báthori András 1566-ban, Kanizsánál történt halála után, a főispáni állás is betöltetlen maradt. A török közigazgatás alá került Somogy kezdetben a Mohácsi szandzsákhoz tartozott, de Kanizsa elfoglalása után a közigazgatási beosztás lényegesen megváltozott.
Miután az egész vármegye immár a török hódoltsági területhez tartozott, beillesztették a török közigazgatási szervezetbe. Somogy területe 4 szandzsák között oszlott meg. Két szandzsákot, a Kanizsait és a Szigetvárit a Kanizsai vilajethez csatolták, a vármegye északkeleti sarka a Simontornyai szandzsákhoz tartozott, a negyedik, a Koppányi (a mai Törökkoppány körzete) a Budai vilajet része lett. A törökök tartós megszállásra rendezkedtek be. Babócsán műszaki csapatokat és fegyverkészítő-műhelyt tartottak fenn, Szigetváron pedig felsőbb tanintézetük működött. És valóban, ezzel közel másfél századon át tartó török uralom vette kezdetét a vármegye területén. Ezt leszámítva 1601-től 1664-ig, azaz egy emberöltőn át, Somogy megye lakossága a háborús történésektől megkímélve békében élt. de a békés évek 1664-től megszűntek. 1663 nyarán Köprülü nagyvezír visszautasította a békeszerződés meghosszabbítását a Habsburgokkal és nagy sereggel Nyugat-Magyarország és Bécs ellen offenzívát indított.
Válaszul Zrínyi Miklós horvát bán támadást indított a Dél-dunántúli török őrségek ellen. Először elfoglalta a Somogy megyei Berzencét, majd következett Babócsa, amit szintén sikerült felszabadítania. Majd Pécs felé vonult. A külvárosokat bevette és tovább tört Eszék felé, ahol felégette a Duna hidat, majd visszafordult és elfoglalta az egyik nagy török erősséget, Nagykanizsát. A török nagyvezér erre új sereget indított a Dunántúlra, visszafoglalta Kanizsát, majd Zrínyi-Újvárt vette ostrom alá, melyet kardcsapás nélkül elfoglalt, amit a közelben táborozó császári hadak parancsnoka, Montecuccoli beavatkozás nélkül végig asszisztált. A török haderő eközben végigtarolta Somogy megyét és bevette, majd felrobbantották Somogy vármegye utolsó várát, amely még a koronaterülethez tartozott, Kis Komáromot. Az 1664. évi hadjárat pusztításait a vármegye egy évtized alatt sem tudta kiheverni, a Szigetvár–Kanizsa és a Szigetvár–Pécs közötti útvonalba eső helységek teljesen elpusztultak. A török haderő aztán visszafordult Északnak, de Szentgotthárd mellett az osztrák és magyar szövetséges haderőtől 1664. augusztus 1-jén súlyos vereséget szenvedett és kénytelenek volt lemondani a Bécs ellen indított offenzíva folytatásáról.

1664 augusztusában Reninger császári követ Vasváron Magyarországra nézve nagyon hátrányos békét kötött a szultánnal. Somogy egész területe továbbra is török uralom alatt maradt, sőt a Zrínyi Miklós téli hadjárata alatt meghódított várakat is visszakapták a törökök. Ugyanebben az évben gróf Zrínyi Miklós, aki a szerencsétlenül végződött 1663-1664-es háborúban nemcsak a török szultán hadserege ellen, de a kudarcot, kudarcra halmozó császári hadsereg parancsnokok ellen is kénytelen volt állandó harcot folytatni, baleset(!?!) áldozata lett. A 60-as és 70-es évek a vasvári béke és az állandósuló protestáns üldözések miatti Lipót ellenes felkelések, lázadások jegyében teltek és ezek a harcok Somogy megyét nem érintették. Lipót 1883-ban általános offenzívát indított a törökök ellen, ami véget vetett a hosszan tartó török uralomnak Somogy megyében. A császári haderő 1686-ban foglalta el Lajos badeni őrgróf vezérlete alatt Kaposvárt, Szigetvárt 89-ben a törökök feladták és 1890-ben utolsóként Kanizsa is megadta magát. Milyen volt Somogy vármegye Magyarország 150 éves török megszállás után, hallgassuk meg Bél Mátyás korabeli író, lelkész, történész szavait. 
..sekély folyóvizek által alkotott, sással és bozóttal fedett posványos állóvizek átláthatatlan szövevénye.

## A Habsburg uralom
A harcok befejeztével a bécsi intéző körök az elfoglalt területet katonai uralom alá helyezték és 3 tartományra osztották. A vármegye közepén volt a kaposvári tartomány, a megye délkeleti része a pécsi tartományhoz tartozott, amely a mai Somogy megyéből a Barcsig és Kadarkútig terjedő területet foglalta magában és ebből a területből alakították ki Szigetvár meghódolása után a szigetvári tartományt. De a fekete leves még hátra volt. A felszabadításból új megszállás lett. Csak a megszálló neve változott. A török szultán helyébe az osztrák császár lépett. Magyarország alkotmányos jogait annak ellenére sem kapta vissza, hogy Bécs belátva, hogy a helyi közigazgatás változtatásra szorul, helyreállította a régi vármegyei struktúrát. Az első főispán 1695-ben gróf Eszterházy Gábor lett, aki egyúttal Zala és Fejér megyét is kormányozta. Mivel a vármegye határok és birtokviszonyok a másfélszázados hódoltság alatt elmosódtak, ezek rendezése lett az első feladat. A legproblémásabb a Baranya megye felőli, keleti határ megállapítása volt. Ehhez először tisztázni kellett Szigetvár hovatartozását.
A nádor csak ötévi huzavona után, 1699-ben, a pécsi püspökség alapítólevelére támaszkodva, csatolta Szigetvárt véglegesen Somogy vármegyéhez. A közigazgatási rendezés szükséges volt, de Bécs a rendezés címén mindent elkövetett, hogy a saját érdekeit érvényesítse. Fő törekvése volt, hogy megváltoztassa a magyar elem túlsúlyát a birtok tulajdonokban, ezt egyfelől német telepítésekkel akarta elérni, másfelől mindent megtett azért, hogy a meghódított területen minél több idegen szerezzen birtokot. A birtokjogok megállapításánál, hosszú időn át nem lévén anyakönyv és megyei hatóság, a bécsi kormányhatóságokon múlt, megítélik-e a régi, feltételezhető tulajdonosoknak a somogyi birtokukat, vagy sem. Ha volt rá mód, a kormány elvette a magyarok birtokait és a régi birtokosok, a kiket még a török is megtűrt, most földönfutókká lettek, vagy pedig a jobbágyságba olvadtak. Mindennapos volt, hogy nem fogadták el a bizonyításhoz benyújtott igazolásokat és árverésre bocsátották a birtokot, ami azt jelentette, hogyha az igazi tulajdonos nem rendelkezett elegendő pénzösszeggel, a kamara a legtöbbet ígérőnek adta el a birtokot. Tömérdek birtok került idegen kézre. Az óriási adóteher és a katonaság zsarolásai következtében az adózó nép helyzete is még kedvezőtlenebbé vált, mint a török hódoltság alatt volt. A visszahódított földön a jobbágyság még azokból a falvakból is megszökött, a melyek a felszabadító háború idejében nem pusztultak el.
A bécsi abszolutizmus, önkényuralmi politika másik oldalán tovább folytatódott az egyeduralomra törő katolikus egyház protestánsok elleni hadjárata Magyarországon. Az új hit a 16. és 17. században Somogy megyében is mély gyökeret vert. A hagyomány Dunántúl legnagyobb reformátorának Dévai Biró Mátyást tartja, de az új hit megértése és elfogadása somogyi földön Szegedi Kiss István érdeme. Szegedi Kiss István 1554-től kezdve Laskón lelkészkedett, ahonnan 1558-ban Kálmáncsehibe ment lelkésznek. Ettől kezdve Kálmáncsehi lett Szegedi Kiss István reformátori működésének, majd halála után a somogyi református egyháznak a központja. Amint a török megszállás Somogyban véget ért, a katolikus szerzetesrendek visszatelepülése is beindult. 1687-ben, a Ferenc rendűek voltak az elsők, akik visszatértek ősi Segesdi kolostorukba, amely teljesen romban hevert. Kétszer is újra kellett építeniük, mert 1703-ban a kurucok ismét lerombolták. A jezsuiták 1700 táján telepedtek le Szigetváron. A szatmári békekötés után már teljes erővel indult be a katolikus egyház újjászervezése. A régi plébániákat visszaállították és megkezdődött az erőszakos visszatérítés is. Ennek irányítója, szervezője Kolonics kancellár volt, aki már 1701-ben oly utasítást küldött a vármegyéhez, hogy Somogyból a protestánsokat ki kell üldözni. Az egyház, a kormányhatóságoktól támogatva, több templomot erőszakkal foglalt vissza. A protestáns ellenes akcióknak köszönhetően a 18. század végén a katolikusok megint túlsúlyban voltak Somogy vármegyében. De a század végéig még sok minden történt Somogy vármegyében. Bécs önkényuralmi politikája és a vallásüldözések miatt újra fellángoltak a lázadások, az elárvult kurucok seregbe szerveződve felkelést robbantottak ki.
Esze Tamás kuruc vezér és Bercsényi Miklós felkérésére Thököly Imre mostohafia, aki már többször szenvedő alanya volt Lipót császár és Kolonics püspök magyarellenes, protestáns ellenes tevékenységének, és akinek ereiben anyja révén a hős Zrínyiek vére csörgedezett, II. Rákóczi Ferenc, élére állt a lázadásnak. A protestáns nemesség, közvetlenül a Kolonics leirat után, kitörő lelkesedéssel fogadta a kuruc hadakat, akik Rákóczi Ferenc zászlója alatt megjelentek a Dunántúlon. 1703-1704 fordulóján Zala és Somogy vármegye nagy részét el is foglalták. Ez a foglalás nagyon rövid életűnek bizonyult, mert 1704 márciusában Heister Ausztriából, gróf Pálffy János, az újonnan kinevezett horvát bán, pedig a Dráva felől, kiszorították a kurucokat a Dunántúlról. A kurucok Bottyán János vezetésével 1705-ben ismét megvetették a lábukat Somogyban, Bottyán átkelve a Dunán egész Szigetvárig nyomult előre. De Szigetvárt nem tudta elfoglalni, mint egy évvel ezelőtt Károlyi Sándor sem. 1707-ben a kuruc had helyzete Erdélyben válságosra fordult, de a Dunántúlra visszavezényelt Bottyán János egymás után aratta győzelmeit.
Rákóczi Ferenc 1707 végén felmentette Bottyánt a dunántúli országrész vezénylete alól és helyébe gróf Esterházy Antalt, az időközben egyesített Zala-Somogy vármegye főispánját nevezte ki a dunántúli harcok parancsnokává. 1708. aug. 3-án Rákóczi hadai Trencsénnél súlyos vereséget szenvedtek, de Somogy megyei uralmukat fenn tudták tartani egészen 1709 decemberéig. A kurucvilág utolsó éveiben, Somogyban pillantotta meg a napvilágot Rákóczi Ferenc híres udvari zenészének, Czinkának az unokája: Czinka Panna. Somogyból indult tehát útjára az a fényes zenei tehetség, aki a nemzeti zene hangjai mellett, feledtette az elmúlt daliás szép időket és öntött kitartást a csüggedőkbe. Rákóczi függetlenségért folytatott háborúja ugyan sikertelen maradt, de elbukott a Lipót császár és Kolonics által képviselt politikai kezdeményezés is, Magyarország teljes beolvasztására az osztrák császárságba. Lipót és Kolonics tervének bukása talán leginkább arra vezethető vissza, hogy rövid 6 év alatt, 1705 és 1711 között, az osztrák császárság élén hármas személycsere történt, ami megváltoztatta Bécs politikai stratégiáját.
Meghalt I. Lipót, meghalt I. József és 1711-ben már testvére, III. Károly volt a császár. Bár ő is tántoríthatatlan híve volt az abszolutista, egységes birodalomnak, de felvilágosultabb volt elődeinél és a fokozatos, békés politikai megoldás felé orientálódott. Somogy vármegye külön szerencséjére a megye főispánja ekkor gróf Nádasdy Tamás volt, aki egyike volt azon kevés főúrnak, akik a királyhűséget össze tudták egyeztetni a hazafiassággal. Már a bemutatkozása kedvező volt, ugyanis az újonnan alakult szerzeményi bizottság (neoacquisitica commissio) tagjaként megakadályozta, hogy a somogyi ősi birtokokra az államapparátus vagy a rác határőrök rátegyék a kezüket. A szatmári békekötés után a megye újjászervezésének első éveiben előtérbe került a vármegyei székhely kérdése. Somogy vármegyei tisztikar már nem érezte magát jól Szigetváron, a császári had főfészkében és a megyegyűléseket először Csökölyön, aztán Igalban és az 1713–1715. években pedig Nagybajomban tartották. 1715. évi országgyűlésen elrendelték Somogy és Zala vármegyék szétválasztását és ezt követően, 1716-tól 1724-ig a vármegyei közgyűlések színhelye újból állandóan változott. Végül 24-ben a Nádasdy birtok központja, Tapsony, lett a megyeszékhely.
1730-ban Tapsonyban nagy tűzvész pusztított, amelynek a vármegyeháza is áldozatul esett, újra állandóan változtatták a közgyűlések helyét, de új megyeszékhely kijelölésére csak Nádasdy halála után került sor. Az új főispán báró Sigray József Marcalit választotta megyeszékhelyül. Somogy vármegye végleges székhelye 1749-ben lett Kaposvár, ahol az új székház is megépült. 1753-ban szervezték meg a vármegye negyedik járását és ettől kezdve 1800-ig a vármegye a Kaposvári, a Szigetvári, a Kanizsai és az igali járásokra oszlott. A 18. században Somogy vármegye békés fejlődését és gyarapodását csak az gátolta, fékezte, hogy az osztrák császárság abszolutista belpolitikája miatt ki volt téve az aránytalanul magas adóterheknek és a birodalom egészét sújtó magas hadi kiadásoknak. Somogy vármegye számára a gazdasági hátteret ebben az évszázadban leginkább a szőlő és bortermelésnek köszönhette, de a búzatermesztés, a malomipar és állattenyésztés újra indítása is sokat segített, a gazdasági diszkrimináció miatt azonban a haszonnak csak töredéke maradt a vármegyénél. Ennek következtében Somogyban is, ugyanúgy, mint a magyar királyság más helyein, állandó volt a pénzhiány. De Somogy megye, akármilyen pénzhiánnyal küszködött, sosem fukarkodott, ha nemzeti ügyet kellett támogatni, ha adakozni kellett a köznek. Hozzájárult a budai vár felépítéséhez, az aacheni Nagy Lajos kápolna alapításához és a magyar testőrség felállításának költségeihez is. Sajnos a nemzeti érdekekért folytatott harcokat már ebben a korban is komolyan akadályozta a magyar társadalom elmaradottsága, megosztottsága.
A vármegye a bécsi adminisztrációval saját területe megőrzésének védelmében is hosszas, sajnos eredménytelen, küzdelemre kényszerült, a Dráva menti Répás kerület hovatartozása ügyében. Ezt a területet, a török hódoltság utáni időben, a horvát határőrök foglalták el és a Bécsi katonai igazgatás alatt álló varasdi határőrkerülethez csatolták. Ebben az időszakban a harc akörül folyt, hogy a Répás kerület Somogy vármegyéhez vagy Varasdi határőr kerülethez tartozik-e. Sajnos a század közepére ez a vita odáig fajult, hogy már az lett a kérdés, egyáltalán Magyarország része a vitatott Dráván inneni terület vagy Szlavónia illetve Horvátország fennhatósága alá kerül. Végül csak 200 év múlva született meg a döntés, amennyiben Bécs, még a Mária Terézia kori okiratok alapján, jogosnak ítélte meg Somogy megye követelését és a Répás kerület visszakerült Somogy vármegyéhez és Magyarországhoz. Sajnos csak néhány évtizedig lett a Répás kerületi Magyarország része, Trianon után, most már véglegesen Horvátországhoz csatolták. A 17. század végére Somogy országban olyan nagy volt a népesség hiány, a hiány munkáskezekben, hogy az egész 18. század alatt folyamatosan kellett új lakosságot, rácokat, németeket telepíteni a megyébe. Még 1720-ban is a lakosság szám mindössze 25 és 30 ezer között lehetett. A 30-as években újra megtorpant a megye lélekszámának növekedése.
A Dél felől behurcolt pestis járvány három ízben söpört végig a megyén, szenvedést és halált hagyva maga után. Somogy megyének még egy nagy gondja volt a szatmári békekötés után, amelyik egészen a 19. század második feléig beárnyékolta a megye lakosságának mindennapjait, nem kevésbé a Somogyról kialakult köztudatot.  Ez Somogy megye közbiztonsága volt. Rablóbandák, törvényen kívüliek paradicsoma volt a terület hatalmas összefüggő lakatlan erdőségeivel, megközelíthetetlen járhatatlan ártereivel, mocsaraival. Igazából a rablások, fosztogatások már a 18. század első éveiben megkezdődtek, még a szabadságharc alatt. Ekkor a területet elözönlő rácok voltak a főbűnösök. A szatmári békekötés után az „állástalan”, sokszor éhező hajdúk, volt kuruc csapatok is felcsaptak rablónak. Megfékezésük, annak ellenére, hogy a megye többször is megkísérelt rendet teremteni, kivitelezhetetlen volt, nem volt elég fegyveres és nem volt megfelelő infrastruktúra a végrehajtáshoz. A 19. században már tulajdonképpen adottak voltak a körülmények a helyzet normalizálódásához, de ekkorra olyan erős, szervezett bandákba tömörültek a bűnözők, mint például a közismert Sobri Jóska, utóbb Séta Pista, hogy tovább késett a felszámolásuk és igazából csak az 1880-as évekre vált Somogy vármegye közbiztonsága rendezetté.

## Főispánjai
| Név                               | Időszak                                  |
| --------------------------------- | ---------------------------------------- |
| Patachich Sándor                  | 1740-1747                                |
| Batthyány Károly József           | 1747-1772                                |
| Sigray Károly                     | 1772-1785                                |
| Széchényi Ferenc (királyi biztos) | 1785-1786                                |
| Splényi József (királyi biztos)   | 1786-1790                                |
| Sigray Károly                     | 1790-1798                                |
| Széchényi Ferenc                  | 1798-1811                                |
| Teleki László                     | 1811-1821                                |
| Sigray József                     | 1822-1830                                |
| Mérey Sándor                      | 1831-1845                                |
| Czindery László                   | 1845-1848                                |
| Sárközy Albert                    | 1848-1849                                |
| Jankovich László                  | 1860                                     |
| Mérey Károly                      | 1861                                     |
| Jankovich László                  | 1865, 1867-1886                          |
| Domahidy Elemér                   | 1903-1906                                |
| Tallián Béla                      | 1886-1892                                |
| Tallián Gyula                     | 1893-1906                                |
| Kapotsfy Jenő                     | 1906-1910                                |
| Makfalvy Géza                     | 1910-1917                                |
| Széchényi Aladár                  | 1918-1919                                |
| Svastics Nándor (kormánybiztos)   | 1919                                     |
| Sárközy György                    | 1920-1926                                |
| Keresztes-Fischer Ferenc          | 1926-1931                                |
| Szapáry Lajos                     | 1931-1935                                |
| Igmándy-Hegyessy László           | 1935-1938                                |
| Barcsay Ákos                      | 1938-1939                                |
| Széchényi Endre                   | 1939-1944                                |
| Szathmáry Lajos                   | 1944-1945                                |
| Vidovics Ferenc                   | 1945-1946                                |
| Fekete Tibor                      | 1946-1947                                |
| Bobánovics Jenő                   | 1947-1950                                |
| Neszményi Zsolt                   | 2022– (korábban megyei kormánymegbízott) |